# Monès Chéry
Monès Chéry (Gonaïves, Haití, 12 de febrero de 1981) es un exfutbolista de Haití que jugaba en la posición de centrocampista.

## Carrera

### Club
| Periodo   | Club                |
| --------- | ------------------- |
| 2002      | Roulado FC          |
| 2002-2004 | Racing Club Haïtien |
| 2004-2006 | Don Bosco FC        |
| 2006–2007 | Racing Club Haïtien |
| 2007–2018 | Aiglon du Lamentin  |

### Selección nacional
Jugó para Haití en 56 ocasiones de 2003 a 2010 y anotó seis goles; participó en dos ediciones de la Copa de Oro de la Concacaf donde anotó un gol en la edición de 2007 en el empate 1-1 ante Guadalupe.

## Logros

### Club
- Copa de Martinica (1): 2009

### Selección nacional
- Copa del Caribe (1): 2007[2]